# Dialecto de Bremen
El dialecto de Bremen (en alemán: Bremer Dialekt o Bremisch; propio: Brem Schnack, también escrito Brem Snak) es una variante dialectal regional (Regiolekt) del idioma alemán que se habla principalmente en la ciudad de Bremen (Alemania) y sus alrededores. Según los últimos datos, el Bremisch es hablado por alrededor de un millón de personas.

## Características
El dialecto de Bremen es un missingsch que emplea elementos del bajo alemán en su variate bajasajona local. Se diferencia del alemán estándar tanto en vocabulario como en pronunciación.
Las características más destacadas del dialecto son la omisión en muchas palabras de sílabas completas, tanto en la forma hablada como en escrito, y la entonación de las palabras polisilábicas que a menudo disminuye después de la primera sílaba. Para las personas que no acostumbran oírlo a diario, el dialecto de Bremen suena como si se hablara murmurando o entre dientes. Se suele decir que hablar Bremisch no es difícil y uno no tiene por qué "romperse los dientes", y sin embargo entenderlo, para quien no lo habla, es una tarea muchas veces extremadamente difícil.

### Pronunciación
Muchos hablantes del dialecto, sobre todo los más mayores, pronuncian las combinaciones [sp] y [st] separando los sonidos, pronunciándose por tanto como [s][p] y [s][t] (lo mismo que en español por ejemplo), mientras que en el alemán estándar son combinaciones que se pronuncian como los sonidos [shp] y [sht], respectivamente. Curiosamente, en palabras importadas de otros idiomas (como el inglés o las lenguas romances) ocurre lo contrario, pronunciando estas mismas combinaciones como si fueran palabras de origen alemán, mientras que en alemán estándar son pronunciadas con los sonidos separados (es decir, justamente lo opuesto). De este modo, la palabra «pistola», que el alemán se escribe y se pronuncia Pistole, en el dialecto de Bremen se escribe Pischtole (pronunciado [Pishtole]). Lo mismo ocurre con la palabra Illuschtrierte («ilustrado», en alemán, ilustrierte). Sin embargo, estas formas de pronunciación están en declive, ya que los más jóvenes tienden a pronunciar estas palabras igual que en alemán estándar.
Otras diferencias se dan en palabras con la vocal [u] y en palabras que terminan en [g].
Un ejemplo para entender el dialecto de Bremen es el término Use Akschen, comparado con Unsere Aktien en alemán estándar. Este término, que significa «nuestras acciones (mercantiles)», con el significado de corporación (Aktiengeselschaft, «sociedad de acciones»), se refiere a la mítica constructora naval AG Weser y sus astilleros, disuelta en la década de 1980.

## Variedades
Al suroeste de Bremen, especialmente en Delmenhorst, se habla una variante del dialecto de Bremen, influenciada por el grupo de dialectos locales del bajo alemán llamado Oldenburger Platt.